# PFC 몬타나
PFC 몬타나(불가리아어: ПФК Монтана)는 몬타나를 연고로 하는 불가리아의 축구 클럽이다. 현재는 불가리아의 2부 축구 리그인 브토라리가에 참가하고 있다.
1921년 SC 흐리스토 미하일로프(SC Hristo Mihaylov)라는 이름으로 창단되었으며 1990년에 현재와 같은 이름으로 변경했다.

## 성적
- 브토라리가 우승 2회 (2008-09, 2014-15)
- 불가리아 컵 준우승 1회 (2015-16), 준결승 1회 (1994-95)

## 선수 명단

### 현역
참고: FIFA 자격 규정에 따라 소속된 국가대표팀 국기를 표시합니다. 선수는 복수의 FIFA 비회원국 국적을 가지고 있을 수 있습니다.
| 번호 | 포지션 | 국적 | 이름 |
| ---- | ------ | ---- | ---- |

| 번호 | 포지션 | 국적 | 이름            |
| ---- | ------ | ---- | --------------- |
| 21   | DF     |      | 디미타르 부로프 |
| 24   | FW     |      | 윌프리드 쿠아쿠 |

### 역대
틀:PFC 몬타나 선수 명단